# 8070 ДеМео
8070 ДеМео (8070 DeMeo, (8070) 1981 EM30) — астероїд головного поясу, відкритий 2 березня 1981 року.
Тіссеранів параметр щодо Юпітера — 3,294.